# Lijst van voetbalinterlands Centraal-Afrikaanse Republiek - Rwanda
Deze lijst van voetbalinterlands is een overzicht van alle officiële voetbalwedstrijden tussen de nationale teams van de Centraal-Afrikaanse Republiek en Rwanda. De Afrikaanse landen speelden tot op heden vier keer tegen elkaar. De eerste ontmoeting, een kwalificatiewedstrijd voor de Afrika Cup 2019, werd gespeeld in Bangui op 11 juni 2017. Het laatste duel, een vriendschappelijke wedstrijd, vond plaats op 7 juni 2021 in Kigali.

## Wedstrijden
| № | Plaats | Datum           | Competitie                   | Wedstrijd                              | Uitslag |
| - | ------ | --------------- | ---------------------------- | -------------------------------------- | ------- |
| 1 | Bangui | 11 juni 2017    | Afrika Cup 2019 kwalificatie | Centraal-Afrikaanse Republiek – Rwanda | 2 – 1   |
| 2 | Butare | 12 oktober 2018 | Afrika Cup 2019 kwalificatie | Rwanda – Centraal-Afrikaanse Republiek | 2 – 2   |
| 3 | Kigali | 4 juni 2021     | Vriendschappelijk            | Rwanda − Centraal-Afrikaanse Republiek | 2 − 0   |
| 4 | Kigali | 7 juni 2021     | Vriendschappelijk            | Rwanda − Centraal-Afrikaanse Republiek | 5 − 0   |

## Samenvatting
| Competitie              | Totaal gespeeld | Winst Centr.-Afrik. Rep. | Gelijk | Winst Rwanda | Doelsaldo Centr.-Afrik. Rep. – Rwanda |
| ----------------------- | --------------- | ------------------------ | ------ | ------------ | ------------------------------------- |
| Afrika Cup-kwalificatie | 2               | 1                        | 1      | 0            | 4 − 3                                 |
| Vriendschappelijk       | 2               | 0                        | 0      | 2            | 0 − 7                                 |
| Totaal                  | 4               | 1                        | 1      | 2            | 4 − 10                                |

Wedstrijden bepaald door strafschoppen worden, in lijn met de FIFA, als een gelijkspel gerekend.
FCF · A-internationals · 
Centraal-Afrikaans vrouwenelftal
1960 – 1969 ·
1970 – 1979 ·
1980 – 1989 ·
1990 – 1999 ·
2000 – 2009 ·
2010 – 2019 ·
2020 − 2029
Algerije ·
Angola ·
Bhutan ·
Botswana ·
Burkina Faso ·
Burundi ·
Comoren ·
Congo-Brazzaville ·
Congo-Kinshasa ·
Egypte ·
Equatoriaal-Guinea ·
Ethiopië ·
Gabon ·
Gambia ·
Ghana ·
Guinee ·
Guinee-Bissau ·
Ivoorkust ·
Kaapverdië ·
Kameroen ·
Kenia ·
Lesotho ·
Liberia ·
Libië ·
Madagaskar ·
Mali ·
Malta ·
Marokko ·
Mauritanië ·
Mozambique ·
Nigeria ·
Oeganda ·
Papoea-Nieuw-Guinea ·
Rwanda ·
Sao Tomé en Principe ·
Senegal ·
Soedan ·
Tanzania ·
Togo ·
Tsjaad ·
Tunesië ·
Zimbabwe ·
Zuid-Afrika
FERWAFA · Rwandees vrouwenelftal
1976 – 1989 · 
1990 – 1999 · 
2000 – 2009 · 
2010 – 2019 ·
2020 − 2029
Algerije ·
Angola ·
Benin ·
Botswana ·
Burundi ·
Centraal-Afrikaanse Republiek ·
Congo-Brazzaville ·
Congo-Kinshasa ·
Djibouti ·
Egypte ·
Equatoriaal-Guinea ·
Eritrea ·
Ethiopië ·
Gabon ·
Ghana ·
Guinee ·
Ivoorkust ·
Kaapverdië ·
Kameroen ·
Kenia ·
Lesotho ·
Liberia ·
Libië ·
Madagaskar ·
Malawi ·
Mali ·
Marokko ·
Mauritanië ·
Mauritius ·
Mozambique ·
Namibië ·
Nigeria ·
Oeganda ·
Senegal ·
Seychellen ·
Soedan ·
Somalië ·
Tanzania ·
Togo ·
Tunesië ·
Zambia ·
Zimbabwe ·
Zuid-Afrika ·
Zuid-Soedan